# 卑弥呼 (AV女優)
卑弥呼（ひみこ、1971年9月3日 - ）は、日本の元AV女優である。村西とおるが率いたダイヤモンド映像を代表するAV女優の一人。
東京都豊島区池袋出身。ボディサイズはT166/B90/W60/H87（デビュー時）→T166/B90/W60/H89（復帰時）。血液型AB型。1990年代前半に活動した。
空条卑弥呼（くうじょうひみこ）とは別人物。

## 経歴
1990年度の「ミス日本」の東京代表（グランプリではない）に選ばれる。受賞の翌月、1本500万円の出演料で『大和撫子タマの腰』でAVデビュー。日本版トレイシー・ローズと呼ばれたボディスタイルと美貌、持ち前の明るいスケベっぷりで、ダイヤモンド映像専属女優の中でもトップクラスの人気を誇った。芸名は村西とおるの発案による。
ダイヤモンド映像と関連会社では20本余りの作品に出演したが、活動期間がダイヤモンド映像が経営破綻していく時期と重なり、3,000万円のギャラをもらっていないと告白。ワイドショーや週刊誌などが大きく取り上げるスキャンダルになった。
その後はグラビア活動を行っていたが、ダイヤモンド映像の監督だった日比野正明の仲介により1993年にクリスタル映像でAVに復帰。6本のビデオに出演したのち、業界から完全に引退した。
なおトレイシー沙貴という別名でビデオが発売されたという情報が散見されるが、裏ビデオでしか使われておらず、公式リリースは全て卑弥呼名義である。

## 人物
デビュー時のプロフィールは「1970年6月7日生まれ、長崎県出身、血液型A型」 で、他にも複数のプロフィールがあったが、その後本項冒頭の形となった。

## 作品

### アダルトビデオ（撮り下ろし）
1990年
- えびすさんがみてる　（1990年頃、裏ビデオ）※デビュー作 - 「トレイシー沙貴」名義
- 大和撫子タマの腰（7月11日、ダイヤモンド映像 DVI-158）
  - 大和撫子タマの腰（2005年8月30日、ダイヤモンド映像 DVI-023D）
  - 大和撫子タマの腰（2008年4月25日、ダイヤモンド映像 DAIS-009）
- やってなさそでそんなんじゃない娘（8月11日、ダイヤモンド映像 DVI-167）
  - やってなさそでそんなんじゃない娘（2005年8月30日、ダイヤモンド映像 DVI-052D）
  - やってなさそでそんなんじゃない娘（2008年7月25日、ダイヤモンド映像 DAIS-36）
- 鮮度120% ハマッ娘デビュー（8月15日、ビックマン BIC-59）
- 女に生まれてよかった宣言（9月11日、ダイヤモンド映像 DVI-176）
- 黒くてぶっといのが大好き（10月15日、ダイヤモンド映像 DVI-186）
  - 黒くてぶっといのが大好き 卑弥呼（2005年8月30日、ダイヤモンド映像 DVI-079D）
  - 黒くてぶっといのが大好き 卑弥呼（2008年8月27日、ダイヤモンド映像 DAIS-041）
- とにもかくにもいっぱいにください、極楽棒を!!（11月21日、ダイヤモンド映像 DVI-198）
- 女の生き方教えます（12月21日、ダイヤモンド映像 DVI-207）
  - 女の生き方教えます（2005年8月30日、ダイヤモンド映像 DVI-115D）

1991年
- 極上ボディーの女 只今参上 この娘が日本で一番です（1月21日、ダイヤモンド映像 DVI-218）
- 若奥様 卑弥呼（2月21日、ダイヤモンド映像 DVI-228）
- 豊田薫の口全ワイセツ 2（3月7日、ヴィーナス VVC-07）
- 若奥様、もう一度（3月21日、ダイヤモンド映像 DVI-238）
  - 若奥様、もう一度（2005年8月30日、ダイヤモンド映像 DVI-053D）
- この体に男のロマンあり（4月25日、ダイヤモンド映像 DVI-249）
- インストラクター 卑弥呼（5月25日、ダイヤモンド映像 DVI-259）
- 愛は奇跡にファンタスティック（6月25日、ダイヤモンド映像 DVI-269）
- すじ立ちぬ（7月25日、ダイヤモンド映像 DVI-279）
- 女教師レイプ魔（8月25日、ダイヤモンド映像 DVI-289）
  - 女教師レイプ魔（2005年8月30日、ダイヤモンド映像 DVI-116D）
  - 女教師レイプ魔（2008年6月27日、ダイヤモンド映像 DAIS-029）
- スイートバニー 卑弥呼（9月25日、ダイヤモンド映像 DVI-299）
  - スイートバニー 卑弥呼（2005年8月30日、ダイヤモンド映像 DVI-140D）
- スチュワーデス 卑弥呼 ぐしょ濡れ直行便（10月25日、ダイヤモンド映像 DVI-309）
  - スチュワーデス 卑弥呼 ぐしょ濡れ直行便（2005年8月30日、ダイヤモンド映像 DVI-080D）
  - スチュワーデス 卑弥呼 ぐしょ濡れ直行便（2008年5月28日、ダイヤモンド映像 DAIS-019）
- 愛と腰使いの果てに（11月25日、ダイヤモンド映像 DVI-320）
  - 愛と腰使いの果てに（2005年8月30日、ダイヤモンド映像 DVI-141D）
- 女子大生 官能メモ 卑弥呼（ダイヤモンド映像 TM-004）
- 女子大生官能日記 卑弥呼（ヴェスコインターナショナル MAS-032）
- 性感エクスプレス 卑弥呼（バラン）

1992年
- 極上の女のすべてです（1月、ダイヤモンド映像 MAS-060）
- ハイレグスター 3 女獣 [悶狂]（1月21日、ビックマン BIC-220）
- 突きっぱなし 卑弥呼（2月15日、ビックマン BIC-228）
- Stuff　（3月21日、裸の王様）
- 卑弥呼 ベストコレクション 突然なぶり腰（ビックワークス BJ-004）
- 素晴らしすぎます つけ根味（ビックワークス）
- 極太のトロフィー 麗嬢ミスコン天国 卑弥呼 桃瀬くらら（ビックワークス BH-009）
- 絶倫髪結いの亭主 卑弥呼 具志堅陽子（ビックワークス BW-005）
- 満ちたりぬ潮吹き 卑弥呼 丘野水絵 渚弘美（ビックワークス BD-009）
- 恥じらいくらべ ダイヤモンドエンジェルス 卑弥呼 小鳩美愛 乃木真梨子 桃瀬くらら 田中露央沙 栗田ひろこ（1992年、ダイヤモンド映像）全6名
- 犯され日記 卑弥呼（VENUS）

1993年
- 卑弥呼伝説（8月19日、メシア ME-78）
  - 卑弥呼伝説（1998年11月25日、クリスタル映像 SCVD-1102）
  - 卑弥呼伝説（2003年4月28日、アキバコム SPD-02）
- スキャンダルに天誅を（10月14日、メシア ME-86）
- 官能BODYランゲージ（12月14日、メシア ME-96）
- 卑弥呼マガジン 50分まるごとクライマックス（ヨーヨー YO-005）

1994年
- スーパーレズビアン 禁断の白衣 （2月10日、メシア MS-08）
- Eカップの逆襲（2月14日、笠倉出版社 AJV74-69）
- 卑弥呼神話（3月31日、メシア MS-17）
- お姉様悪戯コレクション（4月1日、オー・ケイ出版社 MS-17）
- ザ・SEXSEX 4（5月15日、ファイブスター FV-8991）
- 不死鳥 卑弥呼（6月30日、メシア MS-34）
- 女王様のFuck腰 橘ますみ 卑弥呼（クロスオーバーコーポレーション CRS-003）
- インスタントラブ 卑弥呼 小鳩美愛（アイザック）

### アダルトビデオ（編集もの、BESTもの、ほか）
1993年
- AV巨乳10年史 1 卑弥呼 松坂季実子 小鳩美愛 冴島奈緒 河合美果 他（8月16日、笠倉出版社 AJV74-24）全25名
- 平成マドンナ100選 2（11月5日、笠倉出版社 AJV74-49）全25人
- 顔面シャワーエレクト 10 PART.16（12月9日、クリスタル映像 HR-43）全10名
- 顔面シャワーエレクト 10 PART.17（12月15日、クリスタル映像 HR-98）全13名
- スーパーAVコレクション 卑弥呼 後藤えり子（ワイルドワン WIL-1）

1994年
- 若奥様桃色日記 卑弥呼 岡崎美女 藤田リナ 西野美緒 本木まり子（9月24日、笠倉出版社）全5名
- 33名のSEXバトル大会 AV巨乳年鑑 1（11月4日、笠倉出版社）全33名
- ランジェリー大会100連発SPECIAL 3（12月15日、笠倉出版社 AJV75-39）全12名
- 120人の美女 AV秘蔵コレクション Part1（12月15日、笠倉出版社 AJV75-40）全30名
- 顔面シャワーエレクト10 PART.17（12月15日、クリスタル映像 HR-98）全13名
- 性豪スペルマ天国 8 安藤有里 高野ひとみ 卑弥呼 藤谷しおり 藤田リナ（ファイブスター FV-9008）全5名
- ヤンママは同級生 2 安藤有里 卑弥呼 藤谷しおり 樹マリ子 藤田リナ（ファイブスター FV-9014）全5名
- お姉さんはE気持ち！ BIG5スペシャル 小鳩美愛 卑弥呼 岸ゆり 田中露央沙 幸坂絵美（ペガサスランド YSM-225）全5名

1995年
- スーパーD乳コレクション 2（2月25日、オデッセウス出版/イメージボックス AB-0085）全10名
- 平成巨乳伝説 2 卑弥呼 河合美果 橘ますみ 木田彩水 庄司みゆき 他（10月19日、笠倉出版社 AJV76-14）全30名
- 120人美女館 AV10年史 2（11月11日、笠倉出版社）全30名

1996年
- 大巨乳 ワイド90分 1（9月24日、笠倉出版社 AJV-7688）全25名

1997年
- ゴールデンカップス 美乳な女たち 卑弥呼 加山なつこ 木田彩水 ほか（5月1日、クリスタル映像 MA-33）全10名
  - ゴールデンカップス 美乳な女たち 卑弥呼 加山なつこ 木田彩水 ほか（1999年8月30日、クリスタル映像 SCVD-1134）全10名 ※DVD版
- AV巨乳15年史ワイド90分 1 卑弥呼 細川百合子 小林ひとみ ほか（10月27日、笠倉出版社 AJV-7791）全25名
- 義父に犯された若妻 ミス日本 卑弥呼（12月19日、ニューシネマジャパン KMDVD-23）

1998年
- AV巨乳祭り 1 卑弥呼 小林ひとみ 一ノ瀬茜 ほか（9月7日、笠倉出版社 AJV78-75）全25名
- スーパーAV烈伝 1 イブ 中村京子 菊地えり 卑弥呼 ほか（12月16日、笠倉出版社 AJV-7900）全30名

1999年
- 巨乳美人妻 愛の官能劇場 1（1月2日、笠倉出版社 AJV79-06）全15名
- 女帝 卑弥呼（6月17日、オー・ケイ出版社 OKV03-35）
- 恥骨のせり出し 卑弥呼（6月18日、ニューシネマジャパン KMDVD-46）
- AV巨乳コレクション 2（10月1日、笠倉出版社 AJV79-79）全25名

2000年
- 悶え泣き 卑弥呼（1月24日、ニューシネマジャパン DNAS-004）
  - 悶え泣き 卑弥呼（2001年3月28日、ニューシネマジャパン GDV-20）
- スーパー乳ガール 超厳選エントリー50人 卑弥呼 樹まり子 あいだもも 細川しのぶ ほか（4月28日、笠倉出版社）全50名
- Crystal Platina Collection 卑弥呼（5月26日、クリスタル映像 MMDV-005）※「卑弥呼伝説」「スキャンダルに天誅を」「官能ボディランゲージ」を収録
- プレミアム大全集 美乳アイドル編（6月16日、メディアバンク AOD-013）全50名
- クリスタル15年史 The History of Crystal（7月28日、クリスタル映像 MMDV-010）全50名
- 美乳×巨乳 CLIMAX20（10月27日、クリスタル映像 MMDV-024）全20名
  - 美乳×巨乳 CLIMAX20（2001年7月20日、クリスタル映像 MMDV-024R）全20名
- 悶え泣き 第二巻（12月22日、ニューシネマジャパン DNAS-018）

2001年
- Crystal Platina Collection 卑弥呼 2（1月26日、クリスタル映像 MMDV-039）※「スーパーレズビアン 禁断の白衣」「卑弥呼神話」「不死鳥 卑弥呼」を収録
- Diamond Video Disc 20世紀最高の女神たち 栗田ひろこ 野坂なつみ 卑弥呼 北岡錦 乃木真理子 田中露央沙 桜樹ルイ藤小雪 桃瀬くらら（2月9日、日本メディアサプライ MSD-027）全9名
- Adult Beauty 55 ベスト10女優 スーパーD乳コレクション（6月28日、ファーストミュージック ELD-055）全10名
- お宝ガールズ’91ー’95（9月6日、クリスタル映像 HE-34）全20名

2002年
- 豊田薫VSダイヤモンド映像お宝女優 卑弥呼 桜樹ルイ 田中露央沙 藤小雪（2月20日、イーコンプレックス DMAX-2）全4名

2003年
- 巨乳20年史 Deluxe（1月24日、Five Star DAJ-003）全100名
- 伝説の裏ビデオ 1 一の樹愛 桜樹ルイ 卑弥呼（2月10日、帝國映像 KBE-007）
- 村西監督 秘蔵プライベート流出ビデオ 2 乃木真梨子 卑弥呼 沙羅樹（5月20日、Vanilla TVA-004）
- No.1AV 卑弥呼 桜樹ルイ（7月24日、BUNN'S FACTORY BFD-1）
- REVIVAL COLLECTION 10 よみがえるダイヤモンド映像の女優たち 卑弥呼 藤小雪 田中露央沙 小鳩美愛（写真集+DVD）（8月1日、鹿砦社）全4名
- 卑弥呼 大全集（8月22日、イーコンプレックス DMAX-012）
- VERY BEST OF 80'S AV IDOL'S（12月24日、アルファーインターナショナル GAKD-01）全32名

2004年
- レイプ20年史 Deluxe 2（2月13日、Five Star DAJ-030）全12名
- DECADE 卑弥呼（5月21日、ピエロ PAR-077）
- THE☆永久保存版 卑弥呼スペシャル 1（5月24日、ニューシネマジャパン DDSP-17）
- THE☆永久保存版 卑弥呼スペシャル 2（5月24日、ニューシネマジャパン DDSP-18）
- The Best of Pierrot 3（10月15日、ピエロ PAR-91）全25名
- 人妻・若妻・美乳妻20年史 デラックス（10月19日、FIVE STAR DAJ-047）全15名
- Legend 卑弥呼（10月29日、ロイヤルアート MKDV-158）※「突きっぱなし 卑弥呼」を収録
- 卑弥呼と呼ばれた女SPECIAL（12月20日、ダイヤモンド映像 HFS-01）

2005年
- ザ・ベスト 卑弥呼（3月17日、麒麟堂 DFKD-002）
  - ザ・ベスト 卑弥呼 2（?、麒麟堂 DFKD-004）
- The Best of NO.1 卑弥呼 Deluxe（10月14日、ディースリー DAJ-067）

2006年
- ナイスな女達 卑弥呼（2月14日、ニューシネマジャパン DMN-01）
- 松坂季実子、卑弥呼、桜樹ルイ 大全集（5月19日、イーコンプレックス DMAX-14）

2007年
- Legend Idoll 10cts.4 小鳩美樹 卑弥呼 きららかおり 田中露央沙 ほか（1月25日、麒麟堂 LAC-04）全10名
- 卑弥呼の激エロを4時間たっぷり垂れ流し! （5月31日、ナイトラン AQF-001）
- 平成美女21人（8月1日、チャンネルヴィ HBS-002）全21名

2008年
- ピンクダイヤモンド 若奥様 卑弥呼・若奥様にもう一度（9月27日、ダイヤモンド映像 DAIP-002）※「若奥様 卑弥呼」「若奥様にもう一度」を収録
- ピンクダイヤモンド インストラクター卑弥呼・スイートバニー卑弥呼（10月29日、ダイヤモンド映像 DAIP-007）※「インストラクター 卑弥呼」「スイートバニー 卑弥呼」を収録
- ピンクダイヤモンド 女に生まれてよかった宣言・女の生き方教えます（12月25日、ダイヤモンド映像 DAIP-015）※「女に生まれてよかった宣言」「女の生き方教えます」を収録

2009年
- ピンクダイヤモンド 大和撫子タマの腰・スチュワーデス卑弥呼（4月28日、ダイヤモンド映像 DAIP-031）※「大和撫子タマの腰」「スチュワーデス 卑弥呼」を収録
- ピンクダイヤモンド 犯されて真樹子 女教師レイプ魔 篠塚真樹子 卑弥呼（5月28日、ダイヤモンド映像 DAIP-034）※「犯されて真樹子/篠塚真樹子」「スチュワーデス 卑弥呼/卑弥呼」を収録
- DECADE GALS SP02 樹マリ子 卑弥呼 冴島奈緒 橘ますみ 田中露央沙 ほか（5月29日、ピエロ PAR-237）全12名
- DECADE EX 5 卑弥呼（8月14日、ピエロ DEX-005）
- 伝説の女優ダイヤモンドコレクション500分 松坂季実子 卑弥呼 桜樹ルイ 野坂なつみ 田中露央沙 ほか（11月28日、フラットコーポレーション FD-287）全10名

2010年
- クリスタル映像25年史 女優編8時間（6月25日、クリスタル映像 CADV-190）全100名
- DECADE EX 32 お宝映像全て見せます。40連発 2 乃木真梨子 葉山みどり 葉山美湖 卑弥呼 ほか（12月31日、ピエロ DEX-032）全40名

2011年
- なつかしの80sAVアイドル32人200分SPECIAL（11月1日、エマニエル EMAZ-150）DVD 全32名

2012年
- AV30記念 クリスタル映像 THE BEST 100人8時間SP（8月13日、クリスタル映像 AAJB-112）全100名

2014年
- FLASH DVD 80～’90年代を彩った「ダイヤモンド映像」女優のプレミアムヌード 松坂季実子 高倉真理子 沙羅樹 桜樹ルイ 小鳩美愛 田中露央沙 卑弥呼 野坂なつみ (2014年3月11日号(1275号)特別付録)（2月25日、光文社 FLASH-1275）全8名
- THE☆永久保存版 卑弥呼スペシャル（8月31日、ダイヤモンド映像 DVI-017）

2015年
- 最新地下インターネットマガジン Vol．5 卑弥呼 岡崎美女 岡つぐみ 吉本加奈子 ほか（12月30日、ダイヤモンド映像 DVI-026）

発売年不明
- NEW Super裏Secret 城麻美 駒井なつみ 露木陽子 夕樹舞子 卑弥呼 ほか（染夜エンタープライズ NSS-006）VHS 多数出演
- 連発ZAURUS GOLD 12 小森愛 桜樹ルイ 堀川麻紀 藤森まり 夕樹舞子 卑弥呼 ほか（ワイルド・セブン RZG-012）VHS 多数出演
- 連発ZAURUS GOLD 13 有賀美穂 北原ななせ 小林ちえ 松森麻美 卑弥呼 ほか（ワイルド・セブン RZG-013）VHS 多数出演
- 連発ZAURUS GOLD 14若菜瀬奈 田中露央沙 仲根千夏 川崎まり子 卑弥呼 ほか（ワイルド・セブン RZG-014）VHS 多数出演
- 美乳！！（アンダーグラウンド UG-05）VHS 全5名
- オマンコ美女名鑑 卑弥呼 小鳩美愛 アニータ 立花あゆみ 木之内さやか（ユニプロ YP-001）VHS 全5名
- オマンコ5姉妹 卑弥呼 水越麗子 朝比奈めぐみ 桐島美奈 柏原芳恵(アダルト)（ユニプロ YP-005）VHS 全5名
- もりまん 卑弥呼（わいまん WVP-003）VHS
- Sweet Angels Vol.5 響奈美 卑弥呼（ニューシネマジャパン SWEETANGELS-05）DVD

### 映画
- M／村西とおる狂熱の日々（2019年11月30日公開、東映ビデオ）監督:片嶋一貴 [8]

### オリジナルビデオ
- 桃尻こねクション（1993年9月1日、バップ）監督:笠井雅裕 - 主演 共演:杉浦友美、前薗小百合 [9]

## 書籍

### 写真集
- あい・らぶ・愛―HIMIKO in AUSTRARIA(BIC MAN SERIES)（1990年11月20日、ビックマン、撮影：村西とおる）ISBN 978-4894050549
- MAKE UP 1 美しく撮られたい女たち 乃木真梨子 卑弥呼 美雪沙織 ほか（1991年6月20日、ビックマン、撮影：村松均）ISBN 9784894050815
- 卑弥呼写真集 (BIC MAN SERIES)（1991年10月20日、ビックマン、撮影：稲村幸夫、中川秀樹、大隅孝之）ISBN 978-4894050877
- SEXY mirage part2 裸体のエロスたち（1992年8月20日、テイ・アイ・エス）ISBN 9784847022807 全45名
- 素肌のままで（1992年10月15日、ドリームワークス出版、撮影：山岸伸）ISBN 978-4886180551
- WXY WOMANS’ SEXY SPECIAL 飯島愛 飯島直子 細川ふみえ 吉岡真由美 卑弥呼 ほか（1994年2月2日、テイ・アイ・エス、撮影：山岸伸）ISBN 9784886180988
- 花吹雪 写真集 卑弥呼 小鳩美樹 荻野慶子 田中露央沙（1994年5月30日、つがる）ISBN 9784887230095 全4名
- ダイヤモンド321 永遠のダイヤモンドガールたち 松坂季実子 桜樹ルイ 野坂なつみ 卑弥呼 ほか（2003年1月10日、ぶんか社）ISBN 9784821124824 全321名
- REVIVAL COLLECTION 10 よみがえるダイヤモンド映像の女優たち 卑弥呼 藤小雪 田中露央沙 小鳩美愛（写真集+DVD）（2003年8月1日、鹿砦社）ISBN 9784846305192 全4名

### 雑誌
- Girl Friends 1991年8月号（若生出版）
- GORO 1991年11月28日号（小学館）
- URECCO 1992年12月号（ミリオン出版）
- PHOTO SHOP 完全保存版 人気グラビアIDOL総出演!!（1993年1月25日、英和出版）
- Momoco 1993年2月号（学習研究社）
- TOP TEN MATE 1993年2月号（表紙）、1994年10月号（若生出版）
- AVいだてん情報 1994年1月号（大洋図書）
- ビデオ THE ワールド 1995年12月号、1996年3月号、6月号、1997年10月号、1998年4月号（コアマガジン）
- オレンジ通信 1996年1月号（東京三世社）
- MEDIA JAPON vol.20（1996年2月15日、コアマガジン）
- MEDIA JAPON vol.21（1996年8月15日、コアマガジン）
- 女優別裏ビデオ大全集 2（1997年1月15日、コアマガジン）
- MEDIA JAPON vol.22（1997年2月15日、コアマガジン）
- 本当にあったHな話 2007年9月号（ぶんか社）－ DVD付